# Neknomination
Neknomination (иногда Neknominate; от англ. nek — взять за воротник и nominate — номинировать) — алкогольная игра и флеш-моб, популярный в начале-середине 2010-х годов среди англоязычных интернет-пользователей и участников некоторых социальных сетей. По изначальной версии участник игры выпивает в один заход пинту (0,56 литра) алкогольного напитка, часто пива, снимает процесс на видео и загружает его в глобальную сеть Интернет или в социальную сеть (обычно, Facebook). При этом участник номинирует двух-трех человек повторить его действия. Получившие эстафету в рамках игры обязаны выполнить задание за 24 часа, чтобы сохранить свой авторитет. По некоторым оценкам, в игре приняло участие более ста тысяч человек, среди участников студентов отмечается большее количество мужчин.
Игра набрала популярность зимой 2013—2014 года и, по мере вирусного распространения, участники постепенно усложняли условия, доводя их до самых экстремальных, например, используя более крепкие напитки (водка), больший объём (литр), добавляя странные компоненты в напиток (в отдельных случаях, даже аквариумных рыбок), или занимаясь во время распития или сразу после него опасными видами деятельности.
Игру придумали в Австралии примерно в 2011 году. В конце 2013 года игра набрала популярность и распространилась на территории Великобритании и Ирландии, в начале 2014 года отмечались участники из США и Канады. Возросшую популярность игры связывали с рождественским видеороликом бывшего регби-игрока Росса Самсона, в котором на состязание номинировалось неограниченное количество людей сразу.
Абсолютное большинство участников не получили каких-либо вредных последствий от участия в игре. Большая часть видео-номинаций публикуется в понедельник.
В Ирландии группа Mature Enjoyment of Alcohol in Society выступила с осуждением явления и заявлением, что флеш-моб обращен на более молодую аудиторию, вовлекая её в безответственное распитие алкоголя, используя давление со стороны друзей.
Участниками флеш-моба часто использовались twitter-теги neknomination Архивная копия от 18 июля 2014 на Wayback Machine и neknominate Архивная копия от 4 января 2015 на Wayback Machine.
Предлагавшийся запрет явления мог бы сделать его лишь более популярной. Британские СМИ отмечали что как и любые другие алкогольные игры, NekNominate — скучная и глупая игра..
Несколько участников инициативы погибли в 2014—2015 годах в результате отравления алкоголем.